# Glas Maol
Der Glas Maol ist ein als Munro und Marilyn eingestufter, 1068 Meter hoher Berg in Schottland. Sein gälischer Name kann in etwa mit Grüngrauer kahler Berg übersetzt werden. Er liegt in den südlichen Cairngorms, einem Teil der Grampian Mountains, gut zehn Kilometer südlich von Braemar südöstlich des Cairnwell Pass, in der Council Area Angus, wobei die nördlichen und westlichen Flanken des Berges zu den Council Areas Aberdeenshire bzw. Perth and Kinross gehören. 
Östlich des Cairnwell Pass ist der Glas Maol der höchste von vier benachbarten Munros. Er ist ein komplexer Berg, der diverse Neben- und Vorgipfel aufweist und hochgelegene Übergänge zu benachbarten Bergen besitzt. Der Gipfel selbst besteht aus einem weitläufigen flachen Plateau, dessen höchster Punkt durch einen Cairn mit Trigonometrischen Punkt gekennzeichnet ist. Vier Hauptgrate laufen auf dem Gipfelplateau zusammen. Nach Nordwesten führt ein Grat über einen flachen Sattel zum 922 Meter hohen Vorgipfel Meall Odhar. Ein weiterer Grat verläuft sehr breit nach Norden. Etwa ein Kilometer nördlich des Gipfelplateaus spaltet er sich in einen nach Osten und einen nach Nordwesten führenden Grat auf. In Richtung Osten besteht ein bis auf 945 Meter Höhe absinkender Übergang zum mit 1064 Metern fast gleichhohen Cairn of Claise, der ebenfalls als Munro eingestuft ist. Der Nordwestgrat senkt sich allmählich ab, bis er hoch über dem Glen Clunie, in dem die A93 zum Cairnwell Pass verläuft, im 814 Meter hohen, mit steilen Felspartien abfallenden Vorgipfel Sròn na Gaoithe endet. Die Westflanke des Glas Maol und der Meall Odhar sind Teil des Glenshee Ski Centre, eines der größten schottischen Skigebiete, das seit 1957 existiert. Der Meall Odhar wird von mehreren Skiliften erschlossen, ein Skilift führt bis auf das Plateau des Glas Maol. Skipisten gehen von allen Seiten des Meall Odhar aus, weitere liegen im Glas Choire, das vom Meall Odhar und dem Nordgrat des Glas Maol umschlossen wird. 

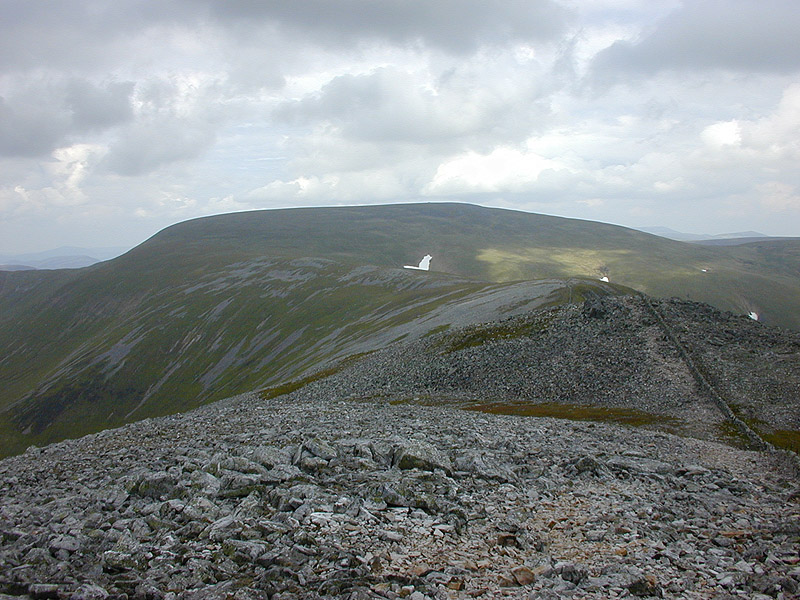
Blick vom Creag Leacach nach Norden über den Verbindungsgrat zum Glas Maol
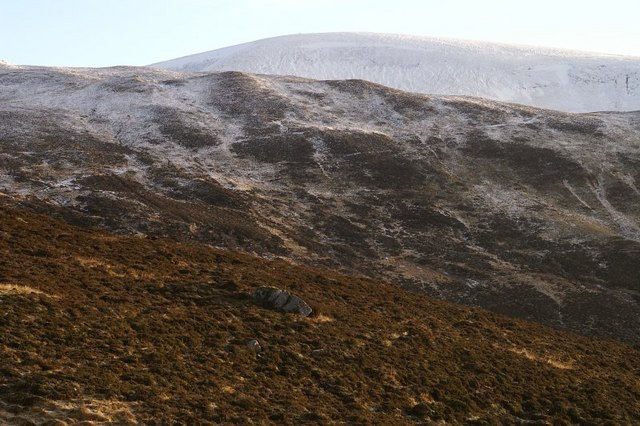
Blick vom Glenshee Ski Centre auf den Glas Maol, im Vordergrund der Vorgipfel Meall Odhar
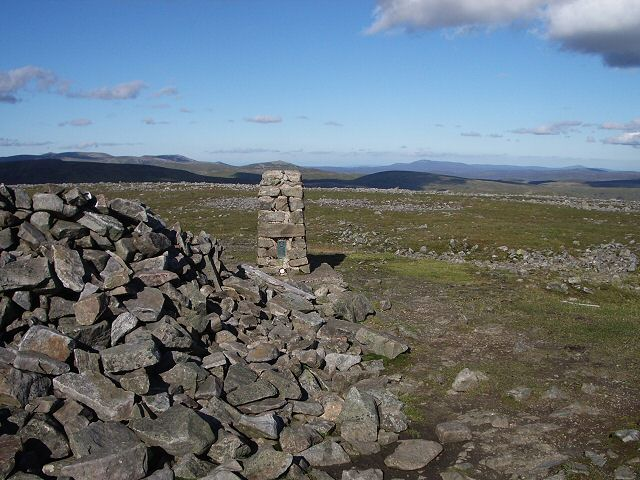
Cairn und Trigonometrischer Punkt auf dem Gipfel des Glas Maol

Südwestlich führt ein hochgelegener, teils felsiger Grat zum 987 Meter hohen Creag Leacach, ebenfalls ein Munro. Östlich des Plateaus liegt tief eingeschnitten das Caenlochan Glen mit dem aus mehreren, am Rand des Plateaus entspringenden Quellbächen gespeisten Caenlochan Burn, einem der Quellflüsse des Isla. Nach Südosten schließt sich das breite Plateau des Little Glas Maol, eines 973 Meter hohen Nebengipfels an, der nach Norden ebenfalls steil ins Caenlochan Glen abfällt. Von diesem verlaufen zwei Grate in etwa parallel nach Süden bzw. Südosten. Der Südgrat spaltet sich in drei Arme auf, während der Südostgrat im 922 Meter hohen Vorgipfel Monega Hill steil oberhalb des Glen Isla endet. Während der Glas Maol im Bereich des Gipfelplateaus sanft gerundete Gras- und Heideflächen aufweist, sind die tieferen Partien vor allem im Osten, teils auch im Norden mit steilen Felspartien und Schrofen durchsetzt. 
Durch seine Lage nahe dem Cairnwell Pass ist der Glas Maol vergleichsweise leicht erreichbar. Der normale Aufstieg führt vom Glenshee Ski Centre entlang der diversen Skilifte und Schneezäune des Skigebiets über den Meall Odhar und weiter den Nordwestgrat auf das Gipfelplateau. Ein längerer Zustieg ist auch über den Nordgrat unterhalb des Sròn na Gaoithe möglich. Viele Munro-Bagger besteigen den Glas Maol im Rahmen einer Tagestour auf alle vier Munros östlich des Cairnwell Pass, die über die hochgelegenen Übergänge des Südostgrats und im Osten erreicht werden können. Alternativ ist eine Besteigung des Glas Maol auch aus dem südöstlich gelegenen Glen Isla möglich. Dies erfordert zwar einen längeren Anmarsch, vermeidet aber die von vielen Bergsteigern als wenig attraktiv empfundenen Anlagen des Skigebiets. Ausgangspunkt ist die kleine Ansiedlung Auchavan am Ende der Fahrstraße im Glen Isla. Nördlich der Tulchan Lodge führt der Weg über den Südostgrat und den Little Glas Maol auf das Gipfelplateau.